# Felipe Anderson
Felipe Anderson Pereira Gomes, més conegut com a Felipe Anderson (Santa Maria, DF, 15 d'abril de 1993), és un jugador brasiler de futbol que juga de davanter, actualment a la SS Lazio.

## Carrera esportiva
Santos
A les divisions inferiors del Santos va ser subcampió de la Copa São Paulo de 2010. El 2 d'octubre de 2010, va ser debutar professionalment contra el Palmeiras. Va marcar el seu primer gol amb la samarreta del Santos amb el triomf per 2 a 0 a la zona del Nord-oest.
SS Lazio
El 9 de juny de 2013 s'oficialitza el seu traspàs pel conjunt italià per 8 milions d'euros per les següents 5 temporades.
West Ham
El 15 de juliol de 2018 fou traspassat al West Ham per 38 milions d'euros.Posteriorment, el 6 d'octubre de 2020 se n'anà cedit al FC Porto i retornà al West Ham el 30 de juny de 2021. Finalment, el 16 de juliol de 2021 retornà traspassat a la SS Lazio.
Selecció nacional
Va ser convocat per a la selecció Brasilera sub-18 i per la sub-20 va disputar en els Jocs Panamericans de Guadalajara 2011. Va ser campió del Torneig Quadrangular Internacional, realitzat a Argentina.
Debutà amb la selecció absoluta el 7 de juny de 2015 en un amistós contra Mèxic. Guanyà l'or olímpic als Jocs Olímpics d'Estiu de 2016.

## Estadístiques
| Club                     | Temporada                | Lliga | Lliga | Lliga  | CampeonatoPaulista | CampeonatoPaulista | CampeonatoPaulista | CopaNacional | CopaNacional | CopaNacional | CopaInternacional | CopaInternacional | CopaInternacional | Total | Total | Total  |
| Club                     | Temporada                | Part. | Gols  | Asist. | Part.              | Gols               | Asist.             | Part.        | Gols         | Asist.       | Part.             | Gols              | Asist.            | Part. | Gols  | Asist. |
| ------------------------ | ------------------------ | ----- | ----- | ------ | ------------------ | ------------------ | ------------------ | ------------ | ------------ | ------------ | ----------------- | ----------------- | ----------------- | ----- | ----- | ------ |
| Santos · Brasil          | 2010                     | 5     | 0     | 0      | -                  | -                  | -                  | -            | -            | -            | -                 | -                 | -                 | 5     | 0     | 0      |
| Santos · Brasil          | 2011                     | 18    | 1     | 3      | 10                 | 1                  | 1                  | -            | -            | -            | 1                 | 0                 | 0                 | 29    | 2     | 4      |
| Santos · Brasil          | 2012                     | 35    | 6     | 5      | 14                 | 1                  | 5                  | -            | -            | -            | 6                 | 0                 | 0                 | 55    | 7     | 10     |
| Santos · Brasil          | 2013                     | 3     | 0     | 0      | 15                 | 0                  | 1                  | 3            | 0            | 0            | -                 | -                 | -                 | 21    | 0     | 1      |
| Santos · Brasil          | Total                    | 61    | 7     | 8      | 39                 | 2                  | 7                  | 3            | 0            | 0            | 7                 | 0                 | 0                 | 110   | 9     | 15     |
| Lazio · Itàlia           | 2013/14                  | 13    | 0     | 1      | -                  | -                  | -                  | 2            | 0            | 0            | 5                 | 1                 | 0                 | 20    | 1     | 1      |
| Lazio · Itàlia           | 2014/15                  | 31    | 10    | 7      | -                  | -                  | -                  | 5            | 1            | 2            | -                 | -                 | -                 | 36    | 11    | 9      |
| Lazio · Itàlia           | Total                    | 44    | 10    | 8      | -                  | -                  | -                  | 7            | 1            | 2            | 5                 | 1                 | 0                 | 56    | 12    | 10     |
| Total en la seva carrera | Total en la seva carrera | 105   | 17    | 16     | 39                 | 2                  | 7                  | 10           | 1            | 2            | 12                | 1                 | 0                 | 166   | 21    | 25     |

() Actualitzat el 25/05/15

### Participacions en sud-americans
| Competició                           | Seu       | Resultat      | Partits | Gols |
| ------------------------------------ | --------- | ------------- | ------- | ---- |
| Campionat Sud-americà Sub-20 de 2013 | Argentina | Fase de grups | 3       | 1    |

## Palmarès

### Campionats internacionals
| Títol                | Club                | País   | Any  |
| -------------------- | ------------------- | ------ | ---- |
| Copa Libertadores    | Santos              | Brasil | 2011 |
| Recopa Sud-americana | Santos              | Brasil | 2012 |
| Jocs Olímpics        | Selecció del Brasil | Brasil | 2016 |